# Basquetebol nos Jogos Pan-Americanos de 1999
Esta é a competição de basquetebol nos Jogos Pan-Americanos de 1999. A competição foi realizada na Arena Winnipeg, em Winnipeg, Manitoba, Canadá, de 31 de Julho a 8 de Agosto

## Torneio Masculino
Este foi o torneio masculino.

### Fase Preliminar

#### Grupo A
| Time       | Pts | Pld | W | L | PF  | PA  | Diff |
| ---------- | --- | --- | - | - | --- | --- | ---- |
| Porto Rico | 6   | 3   | 3 | 0 | 256 | 220 | +36  |
| Argentina  | 5   | 3   | 2 | 1 | 235 | 240 | –5   |
| Canadá     | 4   | 3   | 1 | 2 | 203 | 193 | +10  |
| Uruguai    | 3   | 3   | 0 | 3 | 203 | 244 | –41  |

1 de Agosto de 1999
| Canadá     | 75–50 | Uruguai   |
| Porto Rico | 96–83 | Argentina |

2 de Agosto de 1999
| Porto Rico | 90–76 | Uruguai |
| Argentina  | 73–67 | Canadá  |

4 de Agosto de 1999
| Argentina  | 79–77 | Uruguai |
| Porto Rico | 70–61 | Canadá  |

#### Grupo B
| Time                 | Pts | Pld | W | L | PF  | PA  | Diff |
| -------------------- | --- | --- | - | - | --- | --- | ---- |
| Estados Unidos       | 6   | 3   | 3 | 0 | 257 | 202 | +55  |
| Brasil               | 5   | 3   | 2 | 1 | 259 | 217 | +42  |
| República Dominicana | 4   | 3   | 1 | 2 | 236 | 273 | –37  |
| Cuba                 | 3   | 3   | 0 | 3 | 196 | 256 | –60  |

31 de Julho de 1999
| Estados Unidos | 89–48  | Cuba                 |
| Brasil         | 102–72 | República Dominicana |

1 de Agosto de 1999
| Estados Unidos       | 73–71 | Brasil |
| República Dominicana | 81–76 | Cuba   |

4 de Agosto de 1999
| Brasil         | 86–72 | Cuba                 |
| Estados Unidos | 95–83 | República Dominicana |

### 5º e 7º Lugar
7 de Agosto de 1999 – 7º Lugar
| Cuba | 85–79 | Uruguai |

7 de Agosto de 1999 – 5º Lugar
| Canadá | 111–65 | República Dominicana |

### Fase Final
|  | Semifinais                           | Semifinais                           |    |                                      | Final                                | Final |  |
|  |                                      |                                      |    |                                      |                                      |       |  |
|  | 6 de Agosto de 1999 - Winnipeg Arena |                                      |    |                                      |                                      |       |  |
|  | Brasil                               | 95                                   |    |                                      |                                      |       |  |
|  | Porto Rico                           | 85                                   |    |                                      |                                      |       |  |
|  |                                      |                                      |    |                                      |                                      |       |  |
|  |                                      |                                      |    |                                      | 8 de Agosto de 1999 - Winnipeg Arena |       |  |
|  |                                      |                                      |    |                                      | Brasil                               | 95    |  |
|  |                                      | Estados Unidos                       | 78 |                                      |                                      |       |  |
|  |                                      |                                      |    |                                      |                                      |       |  |
|  |                                      |                                      |    |                                      |                                      |       |  |
|  |                                      |                                      |    |                                      | Terceiro lugar                       |       |  |
|  | 6 de Agosto de 1999 - Winnipeg Arena | 6 de Agosto de 1999 - Winnipeg Arena |    | 8 de Agosto de 1999 - Winnipeg Arena | 8 de Agosto de 1999 - Winnipeg Arena |       |  |
|  | Estados Unidos                       | 84                                   |    | Puerto Rico                          | 87                                   |       |  |
|  | Argentina                            | 76                                   |    |                                      | Argentina                            | 60    |  |

### Classificação Final
| Posição | TIME                         | RECORDE | PF : PA   |
| ------- | ---------------------------- | ------- | --------- |
|         | Brasil                       | 4 – 1   | 449 : 380 |
|         | Estados Unidos United States | 4 – 1   | 419 : 373 |
|         | Porto Rico                   | 4 – 1   | 428 : 375 |
| 4.      | Argentina                    | 2 – 3   | 371 : 411 |
| 5.      | Canadá                       | 2 – 2   | 314 : 258 |
| 6.      | República Dominicana         | 1 – 3   | 301 : 384 |
| 7.      | Cuba                         | 1 – 3   | 281 : 335 |
| 8.      | Uruguai                      | 0 – 4   | 282 : 329 |